# سالم بن محفوظ
سالم بن أحمد بن الشيبة بن محفوظ رجل أعمال سعودي من أصل يمني من محافظة حضرموت ،مدينة دوعن ومؤسس البنك الأهلي التجاري.

## رحلة الثراء
في بادئ الأمر عمل بن محفوظ بعد ماقدم من حضرموت حيث جده كان بالرس بالقصيم وينتمي للعجمان بالرس من عائلة ال محفوظ ، قدم لمكة بمكة، وعمل بشبابه مراسلاً عند عائلة الكعكي في الصرافة، ثم فكر في فتح شركة صرافة باسمه، ولكن الكعكي لمعرفتهم به وثقتهم بقدراته، شاركوه في شركة الصرافة.
وبعد مدة، بحسب ما رواه سالم بن محفوظ، في أحد اللقاءات الصحيفة، عرض فكرة تأسيس بنك سعودي على وزير المالية ابن سليمان آنذاك، فأعجب بالفكرة وطلبه لمقابلة الملك عبد العزيز آل سعود كي يعرضها عليه، وكان اللقاء، ووافق الملك على الفكرة، وظهر إلى العلن أول مصرف سعودي - البنك الأهلي التجاري السعودي- وغدا أكبر صرح مصرفي في الشرق الأوسط.

## الأسرة
الزوجة، عائشة محمد عبد الواحد كعكي، (متوفية) وله منها:
- محمد بن سالم بن محفوظ، توفي يوم الثلاثاء 17 ربيع الأول للعام 1429هجرية الموافق 25 مارس 2008م.[5] وزوج زين بنت عبد العزيز بن محمد كعكي.
- خالد بن سالم بن محفوظ، توفى في 16 أغسطس 2009، إثر نوبة قلبية مفاجئة في قصره بحي الأندلس بجدة، ووري جثمانه الثرى في مقبرة الفيصلية في جدة.
- صالح بن سالم بن أحمد بن محفوظ
- عبد الإله بن سالم بن أحمد بن محفوظ
- أحمد بن سالم بن أحمد بن محفوظ
- ثناء بنت سالم بن أحمد بن محفوظ
- ليلى بنت سالم بن أحمد بن محفوظ
- فوزية بنت سالم بن أحمد بن محفوظ
- هيفاء بنت سالم بن أحمد بن محفوظ
- سوسن بنت سالم بن أحمد بن محفوظ
- إبتسام بنت سالم بن أحمد بن محفوظ
- راوية بنت سالم بن أحمد بن محفوظ
- فاطمة بنت سالم بن احمد بن محفوظ

## الوفاة
توفى في سنة 1994 ميلادية.

## مؤسسة سالم بن محفوظ
أطلق أولاده مؤسسة سالم بن محفوظ للعمل الأهلي والتنموي في سنة 2012.